# 巴熱 (南里奧格蘭德州)

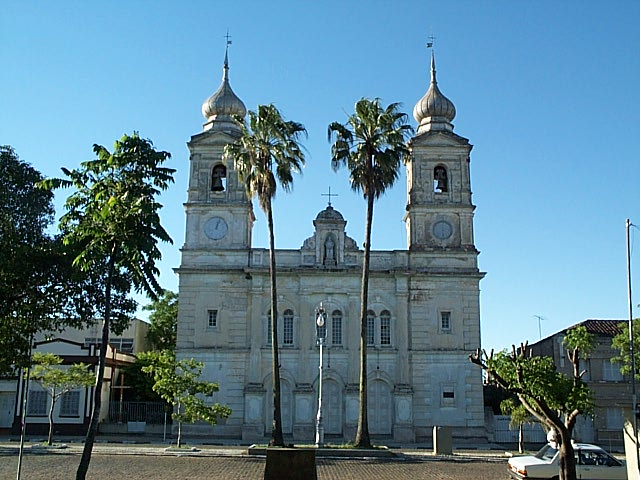
巴熱

巴熱（葡萄牙語：Bagé）是巴西南部南里奧格蘭德州的市鎮，始建於1811年7月17日，面積4,096平方公里，海拔高度212米，主要經濟活動有服務業、輕工業和農業，2010年人口116,792。

## 外部連結
- Guarany Football Club （页面存档备份，存于）
- Grêmio Esportivo Bagé soccer club

31°19′12″S 54°06′21″W / 31.32000°S 54.10583°W